# Rodzaj (biologia)

Schematyczne przedstawienie podstawowych jednostek używanych w klasyfikacji biologicznej. Kolejno od góry: życie, domena, królestwo, typ (w zoologii) lub gromada (w botanice), gromada (w zoologii) lub klasa (w botanice), rząd, rodzina, rodzaj i gatunek

Rodzaj (łac. genus, l.mn. genera) – podstawowa, obowiązkowa kategoria systematyczna obejmująca gatunek lub monofiletyczną grupę gatunków wyróżnionych na podstawie jednej, lub więcej cech taksonomicznych. Nazwą rodzaj określany jest też każdy takson w randze rodzaju.
Kategoriami pomocniczymi dla rodzaju są nadrodzaj (supergenus) i podrodzaj (subgenus).

## Naukowa nazwa rodzaju
Zasady tworzenia nazw rodzajowych i gatunkowych opisują Międzynarodowe Kodeksy Nomenklatury Botanicznej, Zoologicznej i Bakterii.
Rodzajowi nadawana jest unikatowa i uninominalna (jednoczłonowa) nazwa, która wchodzi w skład binominalnej (dwuczłonowej) nazwy gatunkowej oraz trynominalnej (trójczłonowej) nazwy podgatunku.
Nazwa rodzaju jest rzeczownikiem w mianowniku liczby pojedynczej, pochodzącym z greki, łaciny lub zlatynizowania z innego języka. Ma określony rodzaj gramatyczny – męski, żeński lub nijaki – zależny od słowa, od którego ta nazwa pochodzi. Naukową nazwę rodzaju zapisuje się zawsze wielką literą i krojem pisma odróżniającym ją od pozostałego tekstu, a identycznym z krojem epitetu gatunkowego, jeśli wchodzi w skład nazwy gatunku.
Na przykład:
1. Ptak z gatunku Cardinalis cardinalis to znany dobrze kardynał.
2. Ptak z gatunku Cardinalis cardinalis to znany dobrze kardynał.
3. Ptak z gatunku Cardinalis cardinalis to znany dobrze kardynał.
4. Ptak z gatunku Cardinalis cardinalis to znany dobrze kardynał.

Tradycyjnie w tekście prostym stosuje się kursywę (przykład 1).

### Autor nazwy rodzajowej
Po nazwie podawane jest nazwisko autora i – oddzielona przecinkiem – data pierwszej publikacji, np. Cardinalis Bonaparte, 1838.

### Typy nomenklatoryczne
Typem nomenklatorycznym rodzaju jest gatunek typowy, czyli gatunek, na podstawie którego został opisany dany rodzaj, natomiast na podstawie rodzaju typowego opisywana jest rodzina.

## Pozycja taksonomiczna
Wyższą od rodzaju kategorią podstawową jest rodzina, niższą gatunek.
Pozycja rodzaju w układzie hierarchicznym (z uwzględnieniem kategorii pomocniczych) wygląda następująco.
- rodzina
- podrodzina
- nadrodzaj
- rodzaj
- podrodzaj
- gatunek